# Étoile des Deux Lacs
Étoile des Deux Lacs was een voetbalclub uit de Franse hoofdstad Parijs. De club speelde zijn thuiswedstrijden in het Bois de Boulogne, in de nabijheid van het stadion lagen twee kleine meren waarvan de naam komt (Ster van de twee meren). 
De club werd in 1898 gesticht en sloot zich bij de FGSPF aan, een voetbalbond die in 1905 gesticht werd als tegenhanger van de USFSA. Van 1907 tot 1913 speelden alle kampioenen van de voetbalbonden tegen elkaar met uitzondering van de USFSA die pas vanaf 1914 meedeed. Van 1905 tot 1907 werd de club kampioen en in 1905 slaagde de club er ook in Frans kampioen te worden. In 1911, 1912 en 1913 werd de club opnieuw kampioen, de Franse titel werd in 1912 afgedwongen na een overwinning tegen Red Star Paris. 
Na de Eerste Wereldoorlog nam de club nog deel aan de beker van Frankrijk maar kon nooit de vooroorlogse glorie evenaren.